# Convento de los Padres Servitas (Montán)
El Convento de los Padres Servitas de Montán, en la comarca del Alto Mijares es un edificio de carácter fortificado, catalogado como Bien de Relevancia Local según la Disposición Adicional Quinta de la Ley 5/2007, de 9 de febrero, de la Generalitat, de modificación de la Ley 4/1998, de 11 de junio, del Patrimonio Cultural Valenciano (DOCV Núm. 5.449 / 13/02/2007), con código identificativo: 12.08.078-002.

## Historia
El Convento de los Padres Servitas se fundó en 1612, cuando el entonces  señor de Montán, el conde de Cestellá,  Miguel Vallterra, heredero de Pere Ximénez de Vallterra, que había recibido estas tierras como regalo por sus servicios a la Corona de Aragón en tiempos de Jaime I  de Aragón y la reconquista de las tierras a los musulmanes; decide repoblar la zona, que había quedado prácticamente desierta al expulsar a los moriscos en 1609, con veintiocho familias procedentes de la Provenza,  que llegaron acompañadas por unos nueve monjes de la Orden de los Siervos de María.
En un primer momento los monjes se pusieron a vivir en una casa propiedad del Conde de la Villanueva, que pasó a ser la Casa Abadía (al ser el lugar donde vivía el abad del convento formado por estos nueve frailes de la orden de los Servitas). El convento estuvo en esta localización hasta que en 1755 se terminó de construir el edificio conventual, que llegó a albergar a  unos cuarenta monjes, incluyendo novicios que realizaban sus estudios (de filosofía y teología) en el convento.
Como consecuencia de las desamortizaciones que se produjeron desde finales del siglo XVIII, el convento se transformó en cuartel carlista y tuvo su protagonismo durante las Guerras Carlistas, por lo que su aspecto se adaptó a este nuevo uso, fortificándose su exterior y abriendo aspilleras para el fuego de artillería, entre otras cosas. En 1840 el cuartel fue tomado por las tropas borbónicas.
Al pasar a manos particulares tras las guerras carlistas, su propietario rehabilitó el convento para su uso como viviendas particulares. Pese a ello se consiguió preservar la iglesia conventual, que estaba anexa al convento y se mantuvo como iglesia para el culto, dedicada a la Virgen de los Dolores (que es la advocación de la Virgen considerada como guía del espíritu de la orden).
En la actualidad de su disposición interior no queda nada, ya que acabó destinándose a viviendas particulares, remodelándose totalmente por dentro, perdiendo todas las características conventuales que tenía en un primer momento. Su exterior presenta un aspecto más semejante al que debía tener al finalizar las guerras carlistas, aunque se hayan realizado obras de  restauración en diferente momentos, de carácter privado fundamentalmente.

## Descripción
Se trata de un edificio, en forma de cubo,  que sigue las pautas de los estilos postbarroco y preacadémico. En un primer momento el convento se dedicó a San Miguel Arcángel y  Santa Ana.
Situado en la inclinada ladera de un montículo que está frente a la población pero separado de la misma por un barranco, el convento inicial se extendía alrededor del claustro, que en la actualidad es una plaza pública (la plaza de los Servitas), construido en pendiente utilizando estructuras abovedadas. En la zona más elevada estaba emplazada la iglesia, que es la única parte del convento que sigue utilizándose para su uso original.
La iglesia es un templo de planta de salón, con tres naves, gran coro a los pies y sacristía en el presbiterio. Las naves se cubren interiormente con bóvedas de cañón, que presentan lunetos a los lados para incorporar luz ambiental al espacio interior. Exteriormente la techumbre se cubre de teja sobre una armazón de madera, que se construyó a dos aguas. La iglesia mantiene parte de la riqueza artística y patrimonial que poseía la orden en el momento en el que se construyó el convento. Cabe destacar la sillería de nogal del coro, las puertas trabajadas en marquetería o con incrustaciones óseas o de marfil, la pila de la sacristía, realizada siguiendo la técnica de la taracea de mármoles, restos de la cerámica de los pavimentos, el altar mayor o las pinturas, destacando las murales que se encuentran en las pechinas sobre las que se asienta la cúpula, en las que aparecen escenas relativas a la historia de la orden.
El resto del convento ha perdido su fisionomía inicial al transformarse en viviendas particulares. Pueden destacarse unos almacenes que bien se utilizan para guardar aperos, cosechas agrícolas e incluso animales, que son parte de una sala abovedada que se situaba en la zona más baja del convento y con menor pendiente, y que presentaba una decoración barroca a base de rocallas y cueros recortados.
En la fachada externa se puede ver una portada de piedra en forma de retablo con una puerta de acceso al edificio, y en uno de sus lados, una pequeña campana, llamada Virgen de los Dolores, de unos 31 centímetros de diámetro y 17 kilogramos de peso. Datada de 1956 y fundida en la fundición de Salvador Manclús, de Valencia, pese a no tener la campana un valor histórico ni artístico particular, presenta la instalación original y eso es lo que le otorga la sonoridad y los valores culturales que posee.